# جايسون كيلر (كاتب)
جايسون كيلر (بالإنجليزية: Jason Keller)‏ هو كاتب مسرحي وكاتب سيناريو أمريكي، ولد في 12 ديسمبر 1968 في إنديانابوليس في الولايات المتحدة.

## وصلات خارجية
- جايسون كيلر على موقع IMDb (الإنجليزية)
- جايسون كيلر على موقع ألو سيني (الفرنسية)
- جايسون كيلر على موقع أول موفي (الإنجليزية)
- جايسون كيلر على موقع بوكس أوفيس موجو (الإنجليزية)
- جايسون كيلر على موقع قاعدة بيانات الأفلام السويدية (السويدية)
- جايسون كيلر على موقع قاعدة بيانات الفيلم (الإنجليزية)
- جايسون كيلر على موقع كينوبويسك (الروسية)